# Hal Scardino
Pour les articles homonymes, voir Scardino.
Hal Scardino (de son nom de naissance Albert Henry Hugh Scardino) est un ancien acteur américain, né le 25 décembre 1984, à Savannah, Géorgie. Il est principalement connu pour avoir interprété le rôle d'Omri dans le film de 1995, L'Indien du placard.
Sa mère est la femme d'affaires Marjorie Scardino.

## Filmographie partielle

### Cinéma
- 1993 : À la recherche de Bobby Fischer
- 1995 : L'Indien du placard
- 1996 : Simples Secrets (Marvin's Room)

## Distinctions

### Nominations
- Saturn Award :
  - Nommé au Saturn Award du meilleur jeune acteur 1996 (L'Indien du placard)
- Young Artist Award
  - Nommé à la Meilleure prestation dans un film - Premier rôle masculin 1996 (L'Indien du placard)
- Screen Actors Guild Award
  - Nommé au Screen Actors Guild Award de la meilleure distribution 1997 (Simples Secrets)